# Liste des chapitres de Baki
Cet article est un complément de l'article sur le manga Baki de Keisuke Itagaki. Il contient la liste des volumes du manga constituant les différentes séries principales.

## Liste des volumes

### Grappler Baki
La version française de Grappler Baki est publiée par Meian à partir d'août 2022 dans son édition deluxe de 24 tomes.
| no | Japonais          | Japonais          |
| no | Date de sortie    | ISBN              |
| --- | ----------------- | ----------------- |
| 1 | 21 février 1992   | 978-4-253-05309-9 |
| Liste des chapitres : - Chapitre 1 : Son nom est Baki !! (ヤツの名は刃牙!!, Yatsu no nawa Baki!!) - Chapitre 2 : Le début de la finale !! (決勝戦開始!!, Kesshōsen kaishi!!) - Chapitre 3 : La dangerosité de Suedô (末堂のキケン度, Suedō no kiken-do) - Chapitre 4 : Par-delà les infractions !! (反則技を超えて!!, Hansoku-waza o koete!!) - Chapitre 5 : Frappe au visage !! (顔面を打て!!, Ganmen o ute!!) - Chapitre 6 : Dernier assaut !! (ラスト･ラッシュ!!, Rasuto rasshu!!) - Chapitre 7 : Doppo Orochi (神心会館長･愚地独歩, Shinshinkai kanchō Orochi Doppo) - Chapitre 8 : À la poursuite de Baki !! (刃牙を追え!!, Baki o oe!!) Début de l'arc « Underground Arena » (Arène souterraine) (「地下闘技場」, Chika Tōgijō). (volumes 1-9/chapitres 1-73/épisodes 17-24) |                   |                   |
| 2 | 20 avril 1992     | 978-4-253-05310-5 |
| Liste des chapitres : - Chapitre 9 : Des badass en masse !! (蠢き出す強者たち!!, Ugomeki dasu tsuwamono-tachi!!) - Chapitre 10 : Là où crèche Baki (刃牙の棲む家, Baki no sumu ie) - Chapitre 11 : Dresser un chien fou (凶犬を飼う, Kyō inuwokau) - Chapitre 12 : Questions pour Baki !! (刃牙に訊け!!, Baki ni kike!!) - Chapitre 13 : Takayama, le boxeur poids lourdu (ヘヴィ級ボクサー･高山, Hevi-kyū bokusā kōzan) - Chapitre 14 : La colère de Baki !! (刃牙、怒る!!, Baki, okoru!!) - Chapitre 15 : Le choc ! Baki contre Takayama ! (激突、刃牙VS高山!!, Gekitotsu, Baki VS Takayama::) - Chapitre 16 : Katô, la tête nucléaire (核弾頭･加藤, Kakudantō Katō) - Chapitre 17 : Vers la terre sacrée du combat !! (武闘の聖地へ!!, Butō no seichi e!!) |                   |                   |
| 3 | 25 juin 1992      | 978-4-253-05311-2 |
| Liste des chapitres : - Chapitre 18 : L'arène souterraine du Tokyo Dôme !! (東京ドーム地下武闘場!!, Tōkyō Dōmu chika butō-ba!!) - Chapitre 19 : Baki, roi et challenger !! (王者刃牙、そして挑戦者!!, Ōja Baki, soshite chōsen-sha!!) - Chapitre 20 : Le plus fort ici-bas !! (最強を決定る聖地!!, Saikyō o ketteiru seichi!!) - Chapitre 21 : Le fruit d'un mois de travail !! (1か月の成果!!, 1-Kagetsu no seika!!) - Chapitre 22 : Le bras droit du roi !! (王者の右腕!!, Ōja no migiude!!) - Chapitre 23 : Vers des doigts d'acier !! (鋼鉄の指をもとめて!!, Kōtetsu no yubi o motomete!!) - Chapitre 24 : Les larmes d'un garçon (少年の涙!!, Shōnen no namida!!) - Chapitre 25 : L'arme ultime !! (最終兵器!!, Saishū heiki!!) - Chapitre 26 : L'instant fatidique !! (とらえろ、決着の一瞬!!, Toraeto, ketchaku no isshun!!) - Chapitre 27 : Le triomphe du champion !! (勝者に問う!!, Shōsha ni tō!!) |                   |                   |
| 4 | 7 août 1992       | 978-4-253-05312-9 |
| Liste des chapitres : - Chapitre 28 : Junichi Hanada (前座レスラー・花田順一, Zenza resurā Hanada Junichi) - Chapitre 29 : Le droit de défier Baki !! (挑戦権を奪え!!, Chōsen-ken o ubae!!) - Chapitre 30 : Celui qui a été radié (破門された男, Hamon sareta otoko) - Chapitre 31 : Une ombre dans la nuit !! (影が疾走った!!, Kage o shissō tta!!) - Chapitre 32 : L'apparition d'un géant (巨人の降臨, Kyojin no kōrin) - Chapitre 33 : Toba la montagne (首領・マウント斗羽, Shuryō Maunto Toba) - Chapitre 34 : Un vrai colosse (暴乱の巨人, Bōran no Kyojin) - Chapitre 35 : Une impardonnable défaite (許されざる敗北, Yurusa rezaru Baki) - Chapitre 36 : Viser les points vitaux !! (急所を攻めろ!!, Kyūsho o somero!!) |                   |                   |
| 5 | 16 novembre 1992  | 978-4-253-05313-6 |
| Liste des chapitres : - Chapitre 37 : Souvenirs d'un démon (鬼の記憶, Oni no kioku) - Chapitre 38 : De nouvelles cibles !! (末端を狙え!!, Mattan o nerae!!) - Chapitre 39 : À l'attaque d'un géant !! (巨人を攻める!!, Kyojin o semeru!!) - Chapitre 40 : Ne le mets pas dos au mur !! (追いつめるな!!, Oitsumeru na!!) - Chapitre 41 : Indomptable (不屈, Fukutsu) - Chapitre 42 : Innarêtable (前へ出る男, Mae e deru otoko) - Chapitre 43 : L'ogre (鬼「オーガ」, Oni `ōga`) - Chapitre 44 : Un duel du tonnerre !! (スペシャル・マッチ!!, Supesharu matchi!!) - Chapitre 45 : Les pulsions meurtrières (殺傷本能, Sasshō hon'nō) |                   |                   |
| 6 | 8 janvier 1993    | 978-4-253-05314-3 |
| Liste des chapitres : - Chapitre 46 : Discussion de combattants !! (戦士たちは語る!!, Senshi-tachi wa kataru!!) - Chapitre 47 : Doppo Orochi, le dieu du combat (武神・愚地独歩, Bushin Orochi Doppo) - Chapitre 48 : Le karaté !! (ザ・カラテ!!, Za karate!!) - Chapitre 49 : Hors de l'arène (野試合, No shiai) - Chapitre 50 : La cause et les conséquences !! (因縁!!, In'nen!!) - Chapitre 51 : Combat de racailles !! (子供のケンカ!!, Kodomo no kenka!!) - Chapitre 52 : Derrière la porte !! (扉のむこうに!!, Tobira no mukō ni!!) - Chapitre 53 : Le tigre !! (虎!!, Tora!!) - Chapitre 54 : Docteur Kureha !! (ドクター紅葉!!, Dokutā kōyō!!) |                   |                   |
| 7 | 26 mars 1993      | 978-4-253-05315-0 |
| Liste des chapitres : - Chapitre 55 : Le moment est venu !! (時が来た!!, Toki ga kita!!) - Chapitre 56 : La confrontation !! (両雄激突!!, Ryōyū gekitotsu!!) - Chapitre 57 : L'udonde !! (ウドンデ!!, Udonde!!) - Chapitre 58 : Les bêtes sauvages !! (猛獣たち!!, Mōjū-tachi!!) - Chapitre 59 : Les yeux du dieu du combat (武神の眼, Bushin no me) - Chapitre 60 : Sa vraie forme !! (正体!!, Shōtai!!) - Chapitre 61 : Le visage du démon !! (鬼の形相!!, Oni no keisō!!) - Chapitre 62 : Le mugissement du démon !! (哭く鬼!!, Naku oni!!) - Chapitre 63 : La chute d'une grande étoile !! (巨星、墜つ!!, Kyosei otsu!!) |                   |                   |
| 8 | 21 mai 1993       | 978-4-253-05316-7 |
| Liste des chapitres : - Chapitre 64 : Une leçon sur la résurrection (再生のレクチャー, Saisei no kōgi) - Chapitre 65 : Des techniques démoniaques (悪魔の技, Akuma no waza) - Chapitre 66 : Début du 2ème combat !! (2大決戦･第2試合開戦!!, 2-daisakusen dai 2 shiai kaisen!!) - Chapitre 67 : Tu vas douiller !! (激痛を知れ!!, Gekitsū o shire!!) - Chapitre 68 : À fond !! (本気を出す!!, Honki wo dasu!!) - Chapitre 69 : Une leçon de destruction (破壊のレクチャー, Hakai no kōgi) - Chapitre 70 : Le médecin et le démon (医者と鬼, Isha to oni) - Chapitre 71 : Admirez mon Gôtaijutsu !! (見よ、剛体術!!, Miyo, gōtaijutsu!!) - Chapitre 72 : L'après combat (闘いのあとで…!!, Tatakai no ate de...!!) |                   |                   |
| 9 | 16 juillet 1993   | 978-4-253-05317-4 |
| Liste des chapitres : - Chapitre 73 : De vieilles retrouvailles... (長老に会う, Chōrō ni au) - Chapitre 74 : Baki Hanma à 13 ans !! (範馬刃牙、13歳!!, Hanma Baki, 13-sai!!) - Chapitre 75 : À 100 contre 1 !! (100対1!!, 100 Tai 1!!) - Chapitre 76 : Le 37ème mec (37人目, 37 Hitome) - Chapitre 77 : Au fond d'une grotte sombre !! (暗き洞穴にて!!, Kuraki horāna nite!!) - Chapitre 78 : La vie d'une petite frappe (やばい小僧の華麗な生活, Yabai kozō no kareina seikatsu) - Chapitre 79 : Déchaînement de puissance à l'école !! (学園に強さ渦巻く…!!, Gakuen ni tsuyo-sa uzumaku...!!) - Chapitre 80 : C'est parti !! (闘ろうじゃないか!!, Tōrō janai ka!!) - Chapitre 81 : Quelque chose se trame en coulisse !! (蠢くものあり!!, Ugomeku mono ari!!) Début de l'arc « Childhood » (Enfance) (「幼年」, Yōnen). (volumes 9-20/chapitres 74-180/épisodes 1-16)                                       |                   |                   |
| 10 | 10 septembre 1993 | 978-4-253-05318-1 |
| Liste des chapitres : - Chapitre 82 : Kaoru Hanayama, l'homme de l'ombre (闇に棲む者・花山薫, Yami ni sumu mono Hanayama Kaoru) - Chapitre 83 : L'invitation au duel (決闘への招待, Kettō e no shōtai!!) - Chapitre 84 : Un poing hors du commun !! (異形の拳!!, Igyō no ken!!) - Chapitre 85 : Pétrir la chair !! (人をこねる!!, Hito o koneru!!) - Chapitre 86 : Les démons entrent en action !! (魔性の者ども!!, Mashō no monodomo!!) - Chapitre 87 : Yuri, boxeur d'exception (異能剣闘士・ユリー, Inō ken tōshi yurī) - Chapitre 88 : Personne ne peut arrêter Baki !! (刃牙、もう止まらない!!, Baki, mōtomaranai!!) - Chapitre 89 : Entre la pluie et les loups (雨つぶか？!オオカミか？!, Ame tsubu ka?! Ōkami ka?!) - Chapitre 90 : S'en mordre les doigts à en chialer !! (くやしがれ! 泣くほどに!!, Kuyashi gare! Naku hodo ni!!)                                                                   |                   |                   |
| 11 | 1er décembre 1993 | 978-4-253-05319-8 |
| Liste des chapitres : - Chapitre 91 : J'y vais seul !! (独りでゆく!!, Hitori de yuku!!) - Chapitre 92 : Apparition d'Andoh le géant !! (巨人･安藤登場!!, Kyojin Andō tōjō!!) - Chapitre 93 : Le monstre des rochers de Yasha (夜叉岩の魔獣, Yasha iwa no majū) - Chapitre 94 : Géant contre grand singe (巨人VS巨猿, Kyojin VS Osaru) - Chapitre 95 : Baki tremble de peur !! (畏怖える刃牙…!!, Ifu eru Baki...!!) - Chapitre 96 : Je vais tout bouffer !! (喰ってやる!!, Kutte yaru!!) - Chapitre 97 : L'endorphine (脳内麻薬エンドルフィン, Nōnaimayaku endorufin) - Chapitre 98 : Une ligne à franchir (その一線を超えろ…!!, Sono issen o koero...!!) - Chapitre 99 : Le ring enflammé (炎のリング, Honō no ringu) |                   |                   |
| 12 | 3 février 1994    | 978-4-253-05320-4 |
| Liste des chapitres : - Chapitre 100 : Abattre le monstre !! (魔獣を撃て!!, Majū o ute!!) - Chapitre 101 : Une puissance brute et sauvage (野生の戦闘力, Yaseu no sentō-ryoku) - Chapitre 102 : Au-delà de la peur et de la douleur (痛みと恐怖の向こうに!!, Itami to kyōfu no mukō ni!!) - Chapitre 103 : Il est à moi !! (オレが倒す!!, Ore ga taosu!!) - Chapitre 104 : La tanière du singe (夜叉猿に会いに…!!, Yashazaru ni ai ni...!!) - Chapitre 105 : Le tour de piste (闘いへの助走, Tatakai e no josō) - Chapitre 106 : Le meilleur des poids lourds (最強のヘヴィ級, Saikyō no hevi-kyū) - Chapitre 107 : Un dos imposant (雄大い背中, Yūdai i senaka) - Chapitre 108 : Yuri contre Hanayama (ユリーVS花山, Yurī VS Hanayama) |                   |                   |
| 13 | 22 avril 1994     | 978-4-253-05321-1 |
| Liste des chapitres : - Chapitre 109 : L'esprit d'un guerrier !! (戦士の心!!, Senshi no kokoro!!) - Chapitre 110 : Trouvé !! (おまえを見つけた!!, Omae o mitsuketa!!) - Chapitre 111 : La provocation !! (挑発!!, Chōhatsu!!) - Chapitre 112 : Les deux visites (見舞う2人, Mimau 2-ri) - Chapitre 113 : Il est là !! (ヤツが来ている!!, Yatsu ga kite iru!!) - Chapitre 114 : L'éruption (噴火, Funka) - Chapitre 115 : L'envie de tuer !! (殺意あり!!, Satsui ari!!) - Chapitre 116 : Le secret derrière le tatouage (刺青の秘密, Irezumi no himitsu) |                   |                   |
| 14 | 17 juin 1994      | 978-4-253-05322-8 |
| Liste des chapitres : - Chapitre 117 : L'akugeki (握撃, Akugeki) - Chapitre 118 : Les élus de dieu (神に選ばれし者たち, Kami ni erabareshimono-tachi) - Chapitre 119 : La force du poing (拳の力, Ken no chikara) - Chapitre 120 : C'est pas fini !! (まだだッ!!, Madada!!) - Chapitre 121 : Un véritable hercule !! (真の侠客, Shin no kyōkaku) - Chapitre 122 : La conclusion et la descente (決着、そして降臨, Ketchaku, soshite kōrin) - Chapitre 123 : L'homme qui tombe à pic (間にあった男, Maniatta otoko) - Chapitre 124 : Le démon (鬼, Oni) - Chapitre 125 : Dans la demeure des Akezawa (朱沢邸にて─, Akazawa-tei nite ─) |                   |                   |
| 15 | 9 septembre 1994  | 978-4-253-05323-5 |
| Liste des chapitres : - Chapitre 126 : La rencontre (Partie 1) (出逢い1, Deai 1) - Chapitre 127 : La rencontre (Partie 2) (出逢い2, Deai 2) - Chapitre 128 : La rencontre (Partie 3) (出逢い3, Deai 3) - Chapitre 129 : Le lien (絆, Kizuna) - Chapitre 130 : Le manipulateur (弄ぶ者, Moteasobu mono) - Chapitre 131 : Défier Yûjirô !! (勇次郎に挑む!!, Yū jirō ni idomu!!) - Chapitre 132 : L'élite de l'élite (最強部隊, Saikyō butai) - Chapitre 133 : La guerre (戦争, Sensō) - Chapitre 134 : Un ennemi invisible !! (見えない敵!!, Mienai teki!!) |                   |                   |
| 16 | 18 novembre 1994  | 978-4-253-05324-2 |
| Liste des chapitres : - Chapitre 135 : Le super guerrier Gaia (超軍人ガイア, Chō gunjin Gaia) - Chapitre 136 : Un tranchant de première (最高の切れ味, Saikō no kireaji) - Chapitre 137 : Changement d'approche (正統派宣言, Saitō hansegen) - Chapitre 138 : Le putois (スカンク, Sukanku) - Chapitre 139 : Voilà ce qu'est la guerre (これは戦争, Kore wa sensō) - Chapitre 140 : Faire corps (合体, Gattai) - Chapitre 141 : Gaia sort du bois (ガイアが出る, Gaia ga deru) - Chapitre 142 : La schizophrénie (多重人格, Tajū jinkaku) - Chapitre 143 : Un potentiel pleinement déployé (潜在能力全開, Senzai nōryoku zenkai) |                   |                   |
| 17 | 1er février 1995  | 978-4-253-05325-9 |
| Liste des chapitres : - Chapitre 144 : moi aussi, je peux tout donner !! (こっちも全開!!, Kotchi mo zenkai!!) - Chapitre 145 : Une âme trahie (裏切られた魂, Uragira reta tamashī) - Chapitre 146 : Cent pulsions meurtrières (100個の殺意, 100-Ko no satsui) - Chapitre 147 : Quand le corps se rebelle... (肉体を自由に…!!, Nikutai o jiyū ni...!!) - Chapitre 148 : À pleine puissance !! (ただ全力!!, Tada zenryoku!!) - Chapitre 149 : Comme frappé par la foudre (大気の雷, Taiki no kaminari) - Chapitre 150 : Eau et lierre (水そして草の恐怖!!, Mizu soshite kusa no kyōgu!!) - Chapitre 151 : Par-delà la mort... (死線を超えて, Shisen o koete) - Chapitre 152 : Si je venais à mourir... (もしオレが死んだら, Moshi ore ga shindara) |                   |                   |
| 18 | 27 avril 1995     | 978-4-253-05326-6 |
| Liste des chapitres : - Chapitre 153 : La plus haute autorité face à la plus grande violence (最高権力VS最強暴力, Saikō kenryoku VS Saikō bōryoku) - Chapitre 154 : Pour Yûjirô... (勇次郎のために…, Yūjirō no tame ni...) - Chapitre 155 : Baki contre un katana (日本刀VS刃牙, Nihontō VS Baki) - Chapitre 156 : Baki contre des poings d'hirondelle (飛燕の拳VS刃牙, Hien no ken VS Baki) - Chapitre 157 : Yûjirô contre un archer redoutable (豪弓VS勇次郎, Ōsutoraria yumi VS Yūjirō) - Chapitre 158 : Mon père et ma mère (父そして母, Chichi soshite haha) - Chapitre 159 : La trace de morsure (噛み跡, Kami ato) - Chapitre 160 : Le retour de Hanayama (花山再び, Hanayama futatabi) - Chapitre 161 : Le jour tant attendu !! (その日が来た!!, Sono hi ga kita!!) |                   |                   |
| 19 | 6 juillet 1995    | 978-4-253-05327-3 |
| Liste des chapitres : - Chapitre 162 : Un échauffement à cinq contre un !! (5対1のウォームアップ!!, 5-tai 1 no Vōmuappu!!) - Chapitre 163 : Quand un boxeur hors norme se bagarre !! (異能ボクサー･ユリーの喧嘩!!, Inō bokusā yurī no kenka!!) - Chapitre 164 : Quand le poing de Kaoru Hanayama siffle dans les airs !! (花山薫の拳がうなる!!, Hanayama Kaoru no ken ga unaru!!) - Chapitre 165 : Les témoins !! (目撃者たち!!, Mokugeki-sha-tachi) - Chapitre 166 : L'arrivée de l'ogre !! (オーガ降り立つ!, Ōga oritatsu!!) - Chapitre 167 : Ça commence !! (始まった!!, Hajimatta!!) - Chapitre 168 : Baki à l'offensive !! (刃牙、攻める!!, Baki, semeru!!) - Chapitre 169 : Que va faire la mère ? (父と子の死闘!その時、母は!?, Chantoko no shitō! Sono toki, haha wa!?) - Chapitre 170 : La vraie force de Yûjirô !! (勇次郎の本気!!, Yūjirō no honki!!)                                              |                   |                   |
| 20 | 14 septembre 1995 | 978-4-253-05355-6 |
| Liste des chapitres : - Chapitre 171 : Voilà l'homme qu'est Yûjirô Hanma !! (あれが範馬勇次郎, Are ga Hanma Yūjirō) - Chapitre 172 : C'était ma mère ! (母だった, Hahadatta) - Chapitre 173 : L'ogre s'en va ! (去りゆく"鬼", Sari yuku "oni") - Chapitre 174 : Après avoir rêvé... (夢を見た後, Yume wo mita-go) - Chapitre 175 : La résolution (決意, Ketsui) - Chapitre 176 : De l'autre côté de l'océan (海を越えて, Umi o koete) - Chapitre 177 : Retourne là-bas !! (そこへ戻れ!!, Soko e modore!!) - Chapitre 178 : Dans la demeure des Tokugawa (徳川邸にて, Tokugawa-tei nite) - Chapitre 179 : Le combattant officiel (正ファイター, Sei faitā) - Chapitre 180 : Vers la terre sacrée du combat !! (格闘の聖地へ!!, Kakutō no seichi e!!) |                   |                   |
| 21 | 10 novembre 1995  | 978-4-253-05356-3 |
| Liste des chapitres : - Chapitre 181 : En route vers l'arène !! (地下闘技場へ!!, Chika tōgi-ba e!!) - Chapitre 182 : Katsumi Orochi (愚地克巳, Orochi Gatsumi) - Chapitre 183 : La ceinture du plus fort du monde (最強者のベルト, Saikyō-sha no beruto) - Chapitre 184 : Vers le plus grand des tournois !! (最大トーナメントへ!!, Saidai tōnamento e!!) - Chapitre 185 : Que la fiesta commence !! (祭りが始まった!!, Matsuri ga hajimatta!!) - Chapitre 186 : Baki contre un méga géant !! (刃牙VS大巨人, Baki VS Dai Kyojin) - Chapitre 187 : Ceux qui poursuivent leur rêve !! (夢を追う者たち!!, Yume o ō-sha-tachi) Début de l'arc « Maximum Tournament » (Tournoi Maximum) (「最大トーナメント」, Saidai Tōnamento). (volumes 21-42/chapitres 181-370/épisodes 1-24) |                   |                   |
| 22 | 23 février 1996   | 978-4-253-05357-0 |
| Liste des chapitres : - Chapitre 188 : L'énergie d'un combattant (闘士のエナジー, Tōshi no enajī) - Chapitre 189 : Jiu-jitsu contre Sumo (柔術VS大相撲, Jūjutsu VS Oozumō) - Chapitre 190 : La sécurité d'un sumotori (恐るべき命綱, Osorubeki inochdzuna) - Chapitre 191 : Le bloc de la mort !! (激戦区Bブロック, Gekisen-ku B burokku) - Chapitre 192 : L'homme qui venait du nord (北の国から来た男, Kita no kuni kara kita oroko) - Chapitre 193 : 転蓮華 (Tenrenge) - Chapitre 194 : 超A級リザーバー (Chō A-kyū rizābā) - Chapitre 195 : 魔獣再び (Majū futatabi) - Chapitre 196 : 受けとめる (Uketomeru) |                   |                   |
| 23 | 5 avril 1996      | 978-4-253-05358-7 |
| Liste des chapitres : - Chapitre 197 : 夜叉猿Jr.VS愚地克巳 (Yashazaru Jr. VS Orochi Katsumi) - Chapitre 198 : 巨人出陣!! (Kyojin shutsujin!!) - Chapitre 199 : 伝統の力、無限!! (Dentō no chikara, mugen!!) - Chapitre 200 : 武道か!?喧嘩道か!? (Budō ka!? Kenkamichi ka!?) - Chapitre 201 : 彼もまた武人なり (Kare mo mata bujin'nari) - Chapitre 202 : ジョイント･フェチ (Jointo fechi) - Chapitre 203 : 激突!克巳VSイスタス (Gekitotsu! Katsumi VS Isutasu) - Chapitre 204 : 超関節技VS超空手 (Chō kansetsu-waza VS chō karate) - Chapitre 205 : 脱出不可能!! (Dasshutsu fukanō!!) |                   |                   |
| 24 | 14 juin 1996      | 978-4-253-05359-4 |
| Liste des chapitres : - Chapitre 206 : 戦士たち!! (Senshi-tachi!!) - Chapitre 207 : そして"鬼"は来た!! (Soshite "oni" wa kita!!) - Chapitre 208 : ふさわしき者 (Fusawashiki mono) - Chapitre 209 : その男、天内悠 (Sono otoko, amanai yū) - Chapitre 210 : 異色の一戦!柔道VS暴走族 (Ishoku no issen! Jūdō VS Bōzōzoku) - Chapitre 211 : タイマン!! (Tai Man!!) - Chapitre 212 : 少林寺拳法VSアメリカン･プロレス (Shōrinjikenpō VS Amerikan Puroresu) - Chapitre 213 : 不思議な男 (Fushigina otoko) |                   |                   |
| 25 | 1er août 1996     | 978-4-253-05360-0 |
| Liste des chapitres : - Chapitre 214 : ケンカ屋VSブラジリアン柔術 (Kenka-ya VS Burajirian Jūjutsu) - Chapitre 215 : ヤツと闘る権利 (Yatsu to tōru kenri) - Chapitre 216 : 親父が連れて来た男 (Oyaji ga tsurete kita otoko) - Chapitre 217 : 世界一のタフ･ガイ!! (Sekaiichi no tafu gai!!) - Chapitre 218 : 鉄拳勝負!! (Tekken shōbu!!) - Chapitre 219 : 10億円のネックレス (10 Oku-en no nekkuresu) - Chapitre 220 : 達人 (Tatsujin) - Chapitre 221 : 兄弟対決1 (Kyōdai taiketsu 1) - Chapitre 222 : 兄弟対決2 (Kyōdai taiketsu 2) |                   |                   |
| 26 | 4 octobre 1996    | 978-4-253-05361-7 |
| Liste des chapitres : - Chapitre 223 : 兄弟対決3 (Kyōdai taiketsu 3) - Chapitre 224 : 兄弟対決4 (Kyōdai taiketsu 4) - Chapitre 225 : 兄弟対決5 (Kyōdai taiketsu 5) - Chapitre 226 : 新たなる一歩 (Aratanaru ippo) - Chapitre 227 : 行住坐臥すべて闘い (Gyōjūzaga subete tatakai) - Chapitre 228 : 一対一 (Ichitaiichi) - Chapitre 229 : パフォーマンス (Pafōmansu) |                   |                   |
| 27 | 6 décembre 1996   | 978-4-253-05362-4 |
| Liste des chapitres : - Chapitre 230 : 大相撲の最高位 (Oozumō no saikō-i) - Chapitre 231 : 相撲対決!! (Sumō taiketsu!!) - Chapitre 232 : 土俵 (Dohyō) - Chapitre 233 : 相撲対決決着!! (Sumō taiketsu ketchaku!!) - Chapitre 234 : タオルの理由 (Taoru no riyū) - Chapitre 235 : 海王の名を継ぐ男 (Kaiō no na o tsugu otoko) - Chapitre 236 : 1分勝負!! (1-Bu shōbu!!) - Chapitre 237 : 天才二人 (Tensai futari) - Chapitre 238 : "最強"の喧嘩師!! ("Saikyō" no kenka-shi!!) |                   |                   |
| 28 | 7 février 1997    | 978-4-253-05601-4 |
| Liste des chapitres : - Chapitre 239 : パンチ (Panchi) - Chapitre 240 : 10カウント (10 Kaunto) - Chapitre 241 : 化物!! (Bakemono!!) - Chapitre 242 : 思いあがり (Omoi agari) - Chapitre 243 : 強くなれる!! (Tsuyoku nareru!!) - Chapitre 244 : 花山薫へ捧げる技 (Hanayama Kaoru e sasageru waza) - Chapitre 245 : 侠客立ち (Kyōkaku tachi) - Chapitre 246 : 闘いが生んだもの (Tatakai ga unda mono) - Chapitre 247 : ハンパじゃねェ!! (Hanpa ja nē!!) |                   |                   |
| 29 | 18 avril 1997     | 978-4-253-05602-1 |
| Liste des chapitres : - Chapitre 248 : けんか小僧 (Kenka kozō) - Chapitre 249 : 互角 (Gokaku) - Chapitre 250 : ボクシングヘヴィ級チャンピオン (Bokushingu hebī-kyū chanpion) - Chapitre 251 : これならイケル!! (Korenara ikeru!!) - Chapitre 252 : 素手 (Sude) - Chapitre 253 : ツッパリチャンピオン決定戦!! (Tsuppari chanpion kettei-sen!!) - Chapitre 254 : 最大の異色対決決着!! (Saidai no ishoku taiketsu ketchaku!!) - Chapitre 255 : ロシア最強の戦士!! (Roshia saikyō no senshi!!) |                   |                   |
| 30 | 12 juin 1997      | 978-4-253-05603-8 |
| Liste des chapitres : - Chapitre 256 : クレーター (Kurētā) - Chapitre 257 : 愛国心 (Aikokushin) - Chapitre 258 : 潜在能力 (Senzai nōryoku) - Chapitre 259 : 好みのタイプだ (Konomi no taipuda) - Chapitre 260 : 謎の出血!! (Nazo no shukketsu!!) - Chapitre 261 : 前代未聞の必殺技!! (Zendaimimon no hissawwaza!!) - Chapitre 262 : 正邪対決決着!! (Seija taiketsu ketchaku!!) - Chapitre 263 : 怪物たち (Kaibutsu-tachi) - Chapitre 264 : 完成したんだよ! (Kansei shita nda yo!) |                   |                   |
| 31 | 1er août 1997     | 978-4-253-05604-5 |
| Liste des chapitres : - Chapitre 265 : 極めつけの武道家 (Kiwa metsuke no butōka) - Chapitre 266 : 母、そして闘い (Haha, soshite tatakai) - Chapitre 267 : 父と母 (Chichi to haha) - Chapitre 268 : 友好と闘争!! (Yūkō to tōsō!!) - Chapitre 269 : 武道空手の怖さ!! (Budō karate no kowa-sa!!) - Chapitre 270 : 天内悠の資質!! (Amanai yū no shishitsu!!) - Chapitre 271 : 認めて下さい!! (Mitomete kudasai!!) - Chapitre 272 : 闘争の思想 (Tōsō no shisō) - Chapitre 273 : 9人!! (9-Ri!!) |                   |                   |
| 32 | 9 octobre 1997    | 978-4-253-05605-2 |
| Liste des chapitres : - Chapitre 274 : 戦士狩り (Senshi kari) - Chapitre 275 : 勝利者たち (Shōri-sha-tachi) - Chapitre 276 : オーガの呻き (Ōga no umeki) - Chapitre 277 : 2回戦、最終試合!! (2-Kaisen, saishū shiai!!) - Chapitre 278 : 達人の技!! (Tatsujin no waza!!) - Chapitre 279 : 兄弟には使用えぬ技!! (Kyōdai ni wa shiyō enu waza!!) - Chapitre 280 : 地上最強揃い踏み!! (Chijō saikyō soroibumi!!) - Chapitre 281 : もう1つの猪狩完至 (Mō 1-tsu no ikarikanji) - Chapitre 282 : 擬態!! (Gitai!!) |                   |                   |
| 33 | 5 décembre 1997   | 978-4-253-05606-9 |
| Liste des chapitres : - Chapitre 283 : ホンモノの猪狩完至!! (Honmono no ikarikanji!!) - Chapitre 284 : 格闘家とプロレスラー (Kakutō-ka to Puroresurā) - Chapitre 285 : 猪狩完至の秘策!! (Ikarikanji no hisaku!!) - Chapitre 286 : ……お袋…!? (...... Ofukuro...!?) - Chapitre 287 : 心から感謝したい!! (Kokorokara kansha shitai!!) - Chapitre 288 : プロレス勝負!! (Puroresu shōbu!!) - Chapitre 289 : 最高の猪狩完至!! (Saikō no ikarikanji!!) - Chapitre 290 : アリガトウ (Arigatō) - Chapitre 291 : 打岩 (Da iwa) - Chapitre 292 : 天才少年!! (Tensai shōnen!!) |                   |                   |
| 34 | 27 février 1998   | 978-4-253-05607-6 |
| Liste des chapitres : - Chapitre 293 : 空手の歴史 (Karate no rekishi) - Chapitre 294 : 近代空手VS中国拳法!! (Kindai karate VS Chūgoku kenpō!!) - Chapitre 295 : 居る場所!! (Iru basho!!) - Chapitre 296 : スペシャル･マッチ!! (Supesharu matchi!!) - Chapitre 297 : Combat de monstres - 1 (怪物対決1, Kaibutsu taiketsu 1) - Chapitre 298 : Combat de monstres - 2 (怪物対決2, Kaibutsu taiketsu 2) - Chapitre 299 : Combat de monstres - 3 (怪物対決3, Kaibutsu taiketsu 3) - Chapitre 300 : Combat de monstres - 4 (怪物対決4, Kaibutsu taiketsu 4) |                   |                   |
| 35 | 29 mai 1998       | 978-4-253-05608-3 |
| Liste des chapitres : - Chapitre 301 : Combat de monstres - 5 (怪物対決5, Kaibutsu taiketsu 5) - Chapitre 302 : Combat de monstres - 6 (怪物対決6, Kaibutsu taiketsu 6) - Chapitre 303 : Combat de monstres - 7 (怪物対決7, Kaibutsu taiketsu 7) - Chapitre 304 : Combat de monstres - 8 (怪物対決8, Kaibutsu taiketsu 8) - Chapitre 305 : 全てを超えて…!! (Subete o koete...!!) - Chapitre 306 : 本当の正拳!! (Hontō no seiken!!) - Chapitre 307 : 合気!!! (Age!!!) - Chapitre 308 : 愚地、舞う!! (Gu-chi, mau!!) - Chapitre 309 : 完璧 (Kanpeki) |                   |                   |
| 36 | 10 juillet 1998   | 978-4-253-05609-0 |
| Liste des chapitres : - Chapitre 310 : かごめかごめ (Kagome kagome) - Chapitre 311 : 想像できないんですよ (Sōzō dekinai ndesu yo) - Chapitre 312 : 舐めんじゃねェ!! (Namenja nē!!) - Chapitre 313 : 独歩VS渋川決着!! (Doppo VS Shibukawa ketchaku!!) - Chapitre 314 : 年季 (Nenki) - Chapitre 315 : 扉!! (Tobirai!!) - Chapitre 316 : 悪鬼胎動 (Akki taidō) - Chapitre 317 : 血!! (Chi!!) - Chapitre 318 : "勝った"のは俺だ!! ("Katta" no wa oreda!!) |                   |                   |
| 37 | 18 septembre 1998 | 978-4-253-05610-6 |
| Liste des chapitres : - Chapitre 319 : 4000年ぐらいじゃ (4000-Nen guraija) - Chapitre 320 : 伝統!! (Dentō!!) - Chapitre 321 : 中国拳法VSパンクラチオン!! (Chūgoku kenpō VS Pankurachion!!) - Chapitre 322 : 魔拳･烈海王!! (Ma-ken retsukaiō!!) - Chapitre 323 : 足拳!! (Ashiken!!) - Chapitre 324 : 思い込み!! (Omoikomi!!) - Chapitre 325 : シャドー!! (Shadō!!) - Chapitre 326 : ハンデなし!!! (Hande nashi!!) - Chapitre 327 : 目覚め!! (Mezame!!) |                   |                   |
| 38 | 4 décembre 1998   | 978-4-253-05611-3 |
| Liste des chapitres : - Chapitre 328 : 破滅の響き (Hametsu no hibiki) - Chapitre 329 : 中国4000年、堕つ!! (Chūgoku 4000-nen, otsu!!) - Chapitre 330 : 真の護身!! (Shin no goshin!!) - Chapitre 331 : デモンストレーション!! (Demonsutēshon!!) - Chapitre 332 : 水鉄砲!! (Mizudeppō!!) - Chapitre 333 : 最上級の一礼 (Saijōkyū no ichirei) - Chapitre 334 : 噛みつき!噛みつき!噛みつき! (Kamitsuki! Kamitsuki! Kamitsuki!) - Chapitre 335 : 遠山の金さん (Tōyama no kinsan) - Chapitre 336 : 怪物VS達人決着!! (Kaibutsu VS Tatsujin ketchaku!!) |                   |                   |
| 39 | 26 février 1999   | 978-4-253-05612-0 |
| Liste des chapitres : - Chapitre 337 : 強さと崩壊 (Tsuyo-sa to hōkai) - Chapitre 338 : ナチュラルVSアンナチュラル (Nachuraru VS An'nachuraru) - Chapitre 339 : 今日対今日 (Kyō tai kyō) - Chapitre 340 : 最高の喧嘩!! (Saikō no kenka!!) - Chapitre 341 : バカヤロウ2人!! (Bakayarō 2-ri!!) - Chapitre 342 : 兄弟!? (Kyōdai!?) - Chapitre 343 : 死闘のしぶき (Shitō no shibuki) - Chapitre 344 : 互角!! (Gokaku!!) - Chapitre 345 : 二本足の獅子!! (Nihon'ashi no shishi!!) |                   |                   |
| 40 | 16 avril 1999     | 978-4-253-05613-7 |
| Liste des chapitres : - Chapitre 346 : 父も兄も…… (Chichi mo ani mo......) - Chapitre 347 : シークレットウォー･イン･ベトナム(1) (Shīkurettōvo in Betonamu (1)) - Chapitre 348 : シークレットウォー･イン･ベトナム(2) (Shīkurettōvo in Betonamu (2)) - Chapitre 349 : シークレットウォー･イン･ベトナム(3) (Shīkurettōvo in Betonamu (3)) - Chapitre 350 : シークレットウォー･イン･ベトナム(4) (Shīkurettōvo in Betonamu (4)) - Chapitre 351 : シークレットウォー･イン･ベトナム(5) (Shīkurettōvo in Betonamu (5)) - Chapitre 352 : シークレットウォー･イン･ベトナム(6) (Shīkurettōvo in Betonamu (6)) - Chapitre 353 : シークレットウォー･イン･ベトナム(7) (Shīkurettōvo in Betonamu (7)) - Chapitre 354 : シークレットウォー･イン･ベトナム(8) (Shīkurettōvo in Betonamu (8)) |                   |                   |
| 41 | 22 juillet 1999   | 978-4-253-05614-4 |
| Liste des chapitres : - Chapitre 355 : シークレットウォー･イン･ベトナム(9) (Shīkurettōvo in Betonamu (9)) - Chapitre 356 : 誰がためにオレは闘う (Daregatameni ore wa tatakau) - Chapitre 357 : 純粋に (Junsui ni) - Chapitre 358 : 獅子舞 (Shishimai) - Chapitre 359 : いつもそうだった!! (Itsumo sōdatta!!) - Chapitre 360 : 大馬鹿2人!! (Ōbaka 2-ri!!) - Chapitre 361 : 絶技繚乱 (Zetsugi ryōran) - Chapitre 362 : 進化する天才 (Shinka suru tensai) - Chapitre 363 : マックシング (Makkushingu) |                   |                   |
| 42 | 16 septembre 1999 | 978-4-253-05615-1 |
| Liste des chapitres : - Chapitre 364 : 神罰 (Shinbatsu) - Chapitre 365 : 最高にして最凶の悪魔 (Saikō ni shite sai kyō no akuma) - Chapitre 366 : ラスト1分!! (Rasuto 1-nu!!) - Chapitre 367 : 最大トーナメント決着!! (Saidai tōnamento ketchaku!!) - Chapitre 368 : チャンピオン誕生!! (Chanpion tanjō!!) - Chapitre 369 : みんなアリガトウ!! (Min'na arigatō!!) - Chapitre 370 : もう一つの決勝!! (Mōhitotsu no kesshō!!) - Chapitre 370.5 : 最終話 闘いたい!! (Saishū-banashi tatakaitai!!) |                   |                   |

### Baki/New Grappler Baki
La version française est publiée par Delcourt entre mai 2005 et août 2010 sous le titre Baki. Elle est ensuite publiée par Meian en édition deluxe de 17 tomes à partir de mai 2024 sous le titre New Grappler Baki.
| no | Japonais          | Japonais          | Français          | Français          |
| no | Date de sortie    | ISBN              | Date de sortie    | ISBN              |
| --- | ----------------- | ----------------- | ----------------- | ----------------- |
| 1 | 13 janvier 2000   | 978-4-253-05617-5 | 18 mai 2005       | 978-2-8478-9737-1 |
| Liste des chapitres : - Chapitre 1 : La synchronicité (シンクロニシティ, Shinkuronishiti) - Chapitre 2 : Dorian / États-Unis (アメリカ･ドリアン, Amerika Dorian) - Chapitre 3 : Doyle / Grande-Bretagne (イギリス･ドイル, Igirisu Doiru) - Chapitre 4 : Sikorsky / Russie (ロシア･コルスキー, Roshia Korusukī) - Chapitre 5 : Speck / États-Unis (アメリカ･スペック, Amerika Supekku) - Chapitre 6 : Ryūkō Yanagi / Japon (日本･柳･龍光, Nihon Yanagi Ryūkō) - Chapitre 7 : L'art martial de l'ombre (黒格闘技, Kuro kakutōgi) Début de l'arc « Most evil death row convicts » (Les condamnés les plus cruels) (「最凶死刑囚」, Sai Kyō Shikeishū). (volumes 1-18/chapitres 1-158/épisodes 1-24) |                   |                   |                   |                   |
| 2 | 13 avril 2000     | 978-4-253-05618-2 | 1er juillet 2005  | 978-2-8478-9807-1 |
| Liste des chapitres : - Chapitre 8 : Tu vas avoir affaire à nous ! (面ァ貸せ!, Men a kase!) - Chapitre 9 : C'est un monstre (化物, Bakemono) - Chapitre 10 : Une bonne poignée de main (握手, Akushu) - Chapitre 11 : Il lui ressemble (似ている, Nite iru) - Chapitre 12 : Ramolli ! (甘い, Amai) - Chapitre 13 : Les brioches chinoises (中華まんじゅう, Chūka manjū) - Chapitre 14 : Le karaté shinshin-kaï (近代空手, Kindai karate) - Chapitre 15 : Un intrus au dōjō (道場荒らし, Dōjō arashi) - Chapitre 16 : Retsu vs Dorian (烈VSドリアン, Retsu VS Dorian) |                   |                   |                   |                   |
| 3 | 8 juin 2000       | 978-4-253-05619-9 | 14 septembre 2005 | 978-2-8478-9820-0 |
| Liste des chapitres : - Chapitre 17 : Test scolaire d'aptitude physique (体力測定, Tairyoku sokutei) - Chapitre 18 : Record mondial (世界記録, Sekai kiroku) - Chapitre 19 : Sonner le gong (ヨーイドン, Yōidon) - Chapitre 20 : Prémonition (予感, Yokan) - Chapitre 21 : Ils sont arrivés ! (来た!来た!!来た!!!, Kita! Kita!! Kita!!!) - Chapitre 22 : Règles des affrontements (ルール, Rūru) - Chapitre 23 : Ça commence (開始!!, Kaishi!!) - Chapitre 24 : Retrouver l'honneur perdu (名誉挽回!!, Meiyo bankai!!) - Chapitre 25 : Karaté contre science (空手VS科学!!, Karate VS Kagaku!!)                                                                                                  |                   |                   |                   |                   |
| 4 | 10 août 2000      | 978-4-253-05620-5 | 7 décembre 2005   | 978-2-8478-9821-7 |
| Liste des chapitres : - Chapitre 26 : Le simulateur (タヌキ, Tanuki) - Chapitre 27 : Le menteur démasqué (化けの皮, Bake no kawa) - Chapitre 28 : Rencard (デート, Dēto) - Chapitre 29 : Une deuxième fois ?! (2度目の…!!, 2-Dome no...!!) - Chapitre 30 : Beautiful ! (ビューティフル, Byūtifuru) - Chapitre 31 : Orgueil (自負心, Jifu kokoro) - Chapitre 32 : Iconoclaste (破神, Yabu kami) - Chapitre 33 : Le "rush en apnée" (無呼吸連打, My kokyū renda) - Chapitre 34 : Les doigts dans le nez (子供扱い, Kodomo atsukai) |                   |                   |                   |                   |
| 5 | 12 octobre 2000   | 978-4-253-05621-2 | 8 février 2006    | 978-2-8478-9822-4 |
| Liste des chapitres : - Chapitre 35 : T'en veux encore ?! (まだやるかい, Mada yaru kai) - Chapitre 36 : Des pétards ? (花火, Hanabi) - Chapitre 37 : Comme une crêpe (ゴロン, Goron) - Chapitre 38 : Tameshi-wari (試し割り, Tameshi-wari) - Chapitre 39 : Fin du combat Hanayama vs Speck ! (花山薫VSスペック決着!!, Hanayama Kaoru VS Supekku ketchaku!!) - Chapitre 40 : L'intelligence des hommes (人間の英知, Ningen no eichi) - Chapitre 41 : L'invité surprise (受難, Junan) - Chapitre 42 : Tourbillon de faucilles (風神鎌, Fūjin kama) - Chapitre 43 : Les molaires (奥歯, Okuba) |                   |                   |                   |                   |
| 6 | 21 décembre 2000  | 978-4-253-05622-9 | 26 avril 2006     | 978-2-8478-9823-1 |
| Liste des chapitres : - Chapitre 44 : Lâcheté (卑怯, Hikyō) - Chapitre 45 : Un redoutable duo ! (最強タッグ, Saikyō taggu) - Chapitre 46 : Gaz toxique (毒ガス, Dokugasu) - Chapitre 47 : 6% - Chapitre 48 : La vraie voie des arts martiaux (格闘技の本番, Kakutōgi no honban) - Chapitre 49 : Vrai combat contre simple match (試合と本番, Shiai to honban) - Chapitre 50 : Esthétique (美意識, Biishiki) - Chapitre 51 : L'aîné (師匠, Shishō) - Chapitre 52 : De la main chinoise à la main vide (唐手の空手, Tō-te no karate) |                   |                   |                   |                   |
| 7 | 15 mars 2001      | 978-4-253-05623-6 | 14 juin 2006      | 978-2-7560-0236-1 |
| Liste des chapitres : - Chapitre 53 : アンダーゾーン (Andāznō) - Chapitre 54 : 期待外れ (Kitai hazure) - Chapitre 55 : 師匠思い (Shishō omoi) - Chapitre 56 : やさしいんだな (Yasashī nda na) - Chapitre 57 : それが人生 (Sore ga jinsei) - Chapitre 58 : 勝てるッ (Kateru) - Chapitre 59 : 虚像 (Kyozō) - Chapitre 60 : 激震 (Gekishin) - Chapitre 61 : 神心会 (Shinshinkai) |                   |                   |                   |                   |
| 8 | 10 mai 2001       | 978-4-253-05624-3 | 13 septembre 2006 | 978-2-7560-0420-4 |
| Liste des chapitres : - Chapitre 62 : 門下100万人 (Monka 100 man-ri) - Chapitre 63 : 誠意 (Seii) - Chapitre 64 : ッしゃアァッ (Shiaaa) - Chapitre 65 : こんなもんかよ (Kon'na mon ka yo) - Chapitre 66 : 空中決戦 (Kūchū kessen) - Chapitre 67 : バランス (Baransu) - Chapitre 68 : 空中決戦決着!! (Kūchū kessen ketchaku!!) - Chapitre 69 : 記憶 (Kioku) - Chapitre 70 : 海王の名 (Kaiō no na) |                   |                   |                   |                   |
| 9 | 26 juillet 2001   | 978-4-253-20029-5 | 25 octobre 2006   | 978-2-7560-0421-1 |
| Liste des chapitres : - Chapitre 71 : 虎殺し (Tora koroshi) - Chapitre 72 : 復活!! (Fukkatsu!!) - Chapitre 73 : 想い (Omoi) - Chapitre 74 : 唇 (Kuchibiru) - Chapitre 75 : ワナ (Wana) - Chapitre 76 : 幻惑 (Genwaku) - Chapitre 77 : 予感 (Yokan) - Chapitre 78 : 再会 (Saikai) - Chapitre 79 : 結着 (Ketchaku) |                   |                   |                   |                   |
| 10 | 27 septembre 2001 | 978-4-253-20030-1 | 10 janvier 2007   | 978-2-7560-0559-1 |
| Liste des chapitres : - Chapitre 80 : 策略 (Sakuryaku) - Chapitre 81 : 爆裂 (Bakuretsu) - Chapitre 82 : 喜劇 (Kigeki) - Chapitre 83 : キャンディ (Kyandi) - Chapitre 84 : 10分後 (10 Pungo) - Chapitre 85 : 許さねェッ!! (Yurusanee!!) - Chapitre 86 : 子供は子供 (Kodomo wa kodomo) - Chapitre 87 : ミスターオリバ (Misutā Oriba) - Chapitre 88 : ハンター (Hantā) |                   |                   |                   |                   |
| 11 | 13 décembre 2001  | 978-4-253-20031-8 | 14 mars 2007      | 978-2-7560-0560-7 |
| Liste des chapitres : - Chapitre 89 : いい度胸だ (Ii dokyōda) - Chapitre 90 : 君はつまらん (Kimi wa tsumaran) - Chapitre 91 : 許されぬ自由 (Yurusa renu jiyū) - Chapitre 92 : もう一人の男 (Mōhitori no otoko) - Chapitre 93 : バキくんッッ (Baki-kun) - Chapitre 94 : デス･ダイブ (Desu Daibu) - Chapitre 95 : クライマー (Kuraimā) - Chapitre 96 : ラウンド3 (Raundo 3) - Chapitre 97 : ブラボー (Burabō) |                   |                   |                   |                   |
| 12 | 28 février 2002   | 978-4-253-20032-5 | 11 avril 2007     | 978-2-7560-0582-9 |
| Liste des chapitres : - Chapitre 98 : その男再び (Sono otoko futatabi) - Chapitre 99 : 開始メヨウ (Kaishi meyō) - Chapitre 100 : 密室の死闘 (Misshitsu no shitō) - Chapitre 101 : 合気 (Age) - Chapitre 102 : 柔道 (Jūdō) - Chapitre 103 : 超筋力 (Chō kinryoku) - Chapitre 104 : 一本ッッ!! (Ippon!!) - Chapitre 105 : 持ってけ (Motte ke) - Chapitre 106 : 斬撃 (Zangeki) |                   |                   |                   |                   |
| 13 | 15 mai 2002       | 978-4-253-20033-2 | 13 juin 2007      | 978-2-7560-0753-3 |
| Liste des chapitres : - Chapitre 107 : 見せてやるぜ!! (Misete yaru ze!!) - Chapitre 108 : ゲハァッ!! (Gehaa!!) - Chapitre 109 : 上等ッ!! (Jōtō!!) - Chapitre 110 : 最愛 (Saiai) - Chapitre 111 : 来いッ!! (Koi!!) - Chapitre 112 : うれしい… (Ureshī...) - Chapitre 113 : 緊張 (Kinchō) - Chapitre 114 : 親父ッ!! (Oyaji!!) - Chapitre 115 : 約束 (Yakusoku) |                   |                   |                   |                   |
| 14 | 29 août 2002      | 978-4-253-20034-9 | 22 août 2007      | 978-2-7560-0754-0 |
| Liste des chapitres : - Chapitre 116 : 強者への執念 (Tsuwamono e no shūnen) - Chapitre 117 : なんたる偶然!! (Nantaru gūzen!!) - Chapitre 118 : 怒りの剣撃(1) (Ikari no kengeki (1)) - Chapitre 119 : 怒りの剣撃(2) (Ikari no kengeki (2)) - Chapitre 120 : とどめ (Todome) - Chapitre 121 : 死闘の果てに (Shitō no hateni) - Chapitre 122 : 警護る (Keigoru) - Chapitre 123 : アリガトウ (Arigatō) - Chapitre 124 : ドイル再び (Doiru futatabi) |                   |                   |                   |                   |
| 15 | 28 novembre 2008  | 978-4-253-20035-6 | 17 octobre 2007   | 978-2-7560-0755-7 |
| Liste des chapitres : - Chapitre 125 : バカヤロウ (Bakayarō) - Chapitre 126 : 認めるかい? (Shitatameru kai?) - Chapitre 127 : 奔走 (Honsō) - Chapitre 128 : 意地 (Iji) - Chapitre 129 : それぞれの敗北 (Sorezore no haiboku) - Chapitre 130 : 毒手 (Dokushu) - Chapitre 131 : 毒功完成 (Doku kō kansei) - Chapitre 132 : 毒手との闘い(1) (Dokushu to no tatakai (1)) - Chapitre 133 : 毒手との闘い(2) (Dokushu to no tatakai (2)) |                   |                   |                   |                   |
| 16 | 27 février 2003   | 978-4-253-20036-3 | 28 novembre 2007  | 978-2-7560-0756-4 |
| Liste des chapitres : - Chapitre 134 : もう一人の殺法使い (Mōhitori no sappō tsukai) - Chapitre 135 : もう一人…… (Mōhitori...) - Chapitre 136 : 遅すぎるッ (Oso sugiru) - Chapitre 137 : アンタの勝ちだ (Anta no kachida) - Chapitre 138 : 逃亡 (Tōbō) - Chapitre 139 : セ･イ･ケ･ン (Seiken) - Chapitre 140 : 制裁 (Seisai) - Chapitre 141 : 斬撃 (Zangeki) - Chapitre 142 : 動かねェ… (Ugoka nē...) |                   |                   |                   |                   |
| 17 | 31 mars 2003      | 978-4-253-20037-0 | 13 février 2008   | 978-2-7560-0757-1 |
| Liste des chapitres : - Chapitre 143 : 闘争領域 (Tōsō ryōiki) - Chapitre 144 : 化物(1) (Bakemono (1)) - Chapitre 145 : 化物(2) (Bakemono (2)) - Chapitre 146 : 夢舞台 (Yume butai) - Chapitre 147 : 超雄対決!! (Chō o taiketsu!!) - Chapitre 148 : 凶器攻撃ッ (Kyōki kōgeki) - Chapitre 149 : 小さな怪物 (Chiisana kaibutsu) - Chapitre 150 : 未知なる闘法 (Michinaru tōhō) - Chapitre 151 : 見えざる恐怖 (Miezaru kyōfu) |                   |                   |                   |                   |
| 18 | 26 juin 2003      | 978-4-253-20038-7 | 16 avril 2008     | 978-2-7560-0758-8 |
| Liste des chapitres : - Chapitre 152 : 見えざる恐怖(2) (Miezaru kyōfu (2)) - Chapitre 153 : 本当の攻撃 (Hontō no kōgeki) - Chapitre 154 : カウント･ダウン (Kaunto daun) - Chapitre 155 : 凄絶 (Seizetsu) - Chapitre 156 : 危機の源 (Kiki no minamoto) - Chapitre 157 : 勝負とは (Shōbu to wa) - Chapitre 158 : 再会 (Saikai) - Chapitre 159 : 異形 (Igyō) - Chapitre 160 : 死という凶敵 (Shi to iu kyō teki) Début de l'arc « Great chinese challenge » (Grand défi chinois) (「中国大擂台賽」, Chūgoku Dai Raitaisai). (volumes 18-27/chapitres 159-240/épisodes 25–26 et 1–8) |                   |                   |                   |                   |
| 19 | 28 août 2003      | 978-4-253-20039-4 | 11 juin 2008      | 978-2-7560-1389-3 |
| Liste des chapitres : - Chapitre 161 : 圧倒!! (Attō!!) - Chapitre 162 : 何処へ (Doko e) - Chapitre 163 : 神と鬼 (Kami to oni) - Chapitre 164 : 神の真意 (Kami no shin'i) - Chapitre 165 : 神の空白 (Kami no kūhaku) - Chapitre 166 : 鬼の敬意 (Oni no keii) - Chapitre 167 : 遅すぎた!? (Oso sugita!?) - Chapitre 168 : 継ぐ者たち (Tsugu-sha-tachi) - Chapitre 169 : あの日の約束 (Ano hi no yakusoku) |                   |                   |                   |                   |
| 20 | 13 novembre 2003  | 978-4-253-20040-0 | 20 août 2008      | 978-2-7560-1400-5 |
| Liste des chapitres : - Chapitre 170 : 五里霧中 (Gorimuchū) - Chapitre 171 : 幕開け(1) (Makuake (1)) - Chapitre 172 : 幕開け(2) (Makuake (2)) - Chapitre 173 : 当たらない (Ataranai) - Chapitre 174 : 大擂台賽 (Dairaitaisai) - Chapitre 175 : 勝利宣言 (Shōri sengen) - Chapitre 176 : 因縁 (In'nen) - Chapitre 177 : 決意 (Ketsui) - Chapitre 178 : 集結 (Shūketsu) |                   |                   |                   |                   |
| 21 | 26 février 2004   | 978-4-253-20041-7 | 3 décembre 2008   | 978-2-7560-1466-1 |
| Liste des chapitres : - Chapitre 179 : 資格 (Shikaku) - Chapitre 180 : 惨劇 (Sangeki) - Chapitre 181 : 劉 海王 (Ryū Kaiō) - Chapitre 182 : 祈り (Inori) - Chapitre 183 : 蝶の舞い (Chō no mai) - Chapitre 184 : 勇気 (Yūki) - Chapitre 185 : 短期決戦ッッ!? (Tanki kessen!?) - Chapitre 186 : もう…ッッ (Mō...) - Chapitre 187 : 転じる! (Tanjiru!) |                   |                   |                   |                   |
| 22 | 20 mai 2004       | 978-4-253-20042-4 | 11 mars 2009      | 978-2-7560-1467-8 |
| Liste des chapitres : - Chapitre 188 : 復活ッッ!! (Fukkatsu!!) - Chapitre 189 : 喰らうッッ!! (Kurau!!) - Chapitre 190 : 超回復ッッ!! (Chō kaifuku!!) - Chapitre 191 : 郭 海皇 (Kaku Kaiō) - Chapitre 192 : "武"とはッッ!? ("Take" to wa!?) - Chapitre 193 : 目覚め (Mezame) - Chapitre 194 : キャンディー (Kyandī) - Chapitre 195 : これも武術 (Kore mo bujutsu) - Chapitre 196 : ダイアモンド (Daiamondo) |                   |                   |                   |                   |
| 23 | 26 août 2004      | 978-4-253-20043-1 | 15 avril 2009     | 978-2-7560-1485-2 |
| Liste des chapitres : - Chapitre 197 : 三合拳 (Sangōken) - Chapitre 198 : ヘッドハンティング!! (Heddohantingu!!) - Chapitre 199 : 失せろッッ (Usero!!) - Chapitre 200 : 激突ッッ (Gekitotsu) - Chapitre 201 : 中国連合軍 (Chūgoku rengō-gun) - Chapitre 202 : 心意気やよし (Kokoroiki ya yoshi) - Chapitre 203 : 日米軍結成!! (Nichibei-gun kessei!!) - Chapitre 204 : 生涯無敗 (Shōgai muhai) - Chapitre 205 : 闇拳法 (Yami kenpō) |                   |                   |                   |                   |
| 24 | 25 novembre 2004  | 978-4-253-20044-8 | 10 juin 2009      | 978-2-7560-1486-9 |
| Liste des chapitres : - Chapitre 206 : 居合 (Iai) - Chapitre 207 : 神秘 (Shinpi) - Chapitre 208 : ハンドポケット (Handopoketto) - Chapitre 209 : スマート (Sumāto) - Chapitre 210 : 心涼しきは… (Kokoro suzushiki wa...) - Chapitre 211 : 一人一殺 (Hito riissatsu) - Chapitre 212 : ベストコンディション (Besuto kondishon) - Chapitre 213 : 焦燥 (Shōsō) - Chapitre 214 : 組もう (Kumō) |                   |                   |                   |                   |
| 25 | 8 février 2005    | 978-4-253-20045-5 | 19 août 2009      | 978-2-7560-1818-8 |
| Liste des chapitres : - Chapitre 215 : 信じていた (Shinjite ita) - Chapitre 216 : 起きたまえ (Oki Tamae) - Chapitre 217 : スバラシイッッ (Subarashii!!) - Chapitre 218 : たかが拳法 (Takaga kenpō) - Chapitre 219 : 護身 (Goshin) - Chapitre 220 : 開眼!!! (Kaigan!!!) - Chapitre 221 : 勝利者 (Shōri-sha) - Chapitre 222 : 舞 (Mai) - Chapitre 223 : 蹴る (Keru) |                   |                   |                   |                   |
| 26 | 8 avril 2005      | 978-4-253-20046-2 | 14 octobre 2009   | 978-2-7560-1836-2 |
| Liste des chapitres : - Chapitre 224 : 大地を…蹴る (Daichi o... keru) - Chapitre 225 : 海皇 (Kaikō) - Chapitre 226 : 力 (Chikara) - Chapitre 227 : 理合 (Riai) - Chapitre 228 : 究極の武 (Kyūkyoku no bu) - Chapitre 229 : 消力 (Shōriki) - Chapitre 230 : 硬直 (Kōchoku) - Chapitre 231 : 海皇の拳 (Kaikō no ken) - Chapitre 232 : 脱力 (Datsuryoku) |                   |                   |                   |                   |
| 27 | 8 juillet 2005    | 978-4-253-20977-9 | 13 janvier 2010   | 978-2-7560-1837-9 |
| Liste des chapitres : - Chapitre 233 : 流儀 (Ryūgi) - Chapitre 234 : 弱者 (Jakusha) - Chapitre 235 : ハンデ (Hande) - Chapitre 236 : 鬼 (Oni) - Chapitre 237 : 中国拳法 (Chūgoku kenpō) - Chapitre 238 : 鬼哭 (Kikoku) - Chapitre 239 : 死 (Shi) - Chapitre 240 : 最強の称号 (Saikyō no shōgō) - Chapitre 241 : 原点 (Genten) Début de l'arc « Godlike Clash of the Kids » (Le choc divin des enfants) (「神の子激突」, Kami no Ko Gekitotsu). (volumes 27-31/chapitres 241-276/épisodes 9-12) |                   |                   |                   |                   |
| 28 | 8 septembre 2005  | 978-4-253-20978-6 | 10 février 2010   | 978-2-7560-1919-2 |
| Liste des chapitres : - Chapitre 242 : 一番 (Ichiban) - Chapitre 243 : 柔術と拳闘 (Jūjutsu to kentō) - Chapitre 244 : ハンドスイード (Handosuīdo) - Chapitre 245 : 結婚 (Kekkon) - Chapitre 246 : 空手と拳闘 (Karate to kentō) - Chapitre 247 : ルール (Rūru) - Chapitre 248 : ベストショット (Besuto shotto) - Chapitre 249 : アプローチ (Apurōchi) - Chapitre 250 : もうひとりのハンマー (Mō hitori no Hanmā) |                   |                   |                   |                   |
| 29 | 8 novembre 2005   | 978-4-253-20979-3 | 14 avril 2010     | 978-2-7560-1920-8 |
| Liste des chapitres : - Chapitre 251 : 一分 (Ichibu) - Chapitre 252 : ナント… (Nanto...) - Chapitre 253 : イツダッテ (Itsudatte) - Chapitre 254 : 来…イ…ヨ… (Rai... i... yo...) - Chapitre 255 : 決闘 (Kettō) - Chapitre 256 : 大変 (Taihen) - Chapitre 257 : こっちの世界 (Kotchu no sekai) - Chapitre 258 : 愚地の拳 (Gu-chi no ken) - Chapitre 259 : 自由 (Jiyū) |                   |                   |                   |                   |
| 30 | 8 février 2006    | 978-4-253-20980-9 | 9 juin 2010       | 978-2-7560-1921-5 |
| Liste des chapitres : - Chapitre 260 : ファイト (Faito) - Chapitre 261 : 臆病者 (Okubyōmono) - Chapitre 262 : 雄弁 (Yūben) - Chapitre 263 : 最強=最高 (Saikyō = saikō) - Chapitre 264 : 誠意 (Seii) - Chapitre 265 : 人体 (Jintai) - Chapitre 266 : 挑戦者 (Chōsen-sha) - Chapitre 267 : テキトー (Tekitō) - Chapitre 268 : 大変な勇気 (Taihen'na yūki) |                   |                   |                   |                   |
| 31 | 8 mars 2006       | 978-4-253-20981-6 | 18 août 2010      | 978-2-7560-1922-2 |
| Liste des chapitres : - Chapitre 269 : 場 (Ba) - Chapitre 270 : チャンピオン (Chanpion) - Chapitre 271 : 命のやり取り (Inochi no yaritori) - Chapitre 272 : 覚悟 (Kakugo) - Chapitre 273 : 完成 (Kansei) - Chapitre 274 : 戦士 (Senshi) - Chapitre 275 : 挑戦資格 (Chōsen shikaku) - Chapitre 275.5 : 最終話 地球規模 (Saishū-banashi chikyū kibo) |                   |                   |                   |                   |

### Hanma Baki: Son of Ogre
La version française de Hanma Baki: Son of Ogre est publiée en édition deluxe de 21 tomes par Meian à partir de juillet 2025.
| no | Japonais         | Japonais          |
| no | Date de sortie   | ISBN              |
| --- | ---------------- | ----------------- |
| 1 | 7 avril 2006     | 978-4-253-20983-0 |
| Liste des chapitres : Début de l'arc « Shadow Fighting » (Shadow Fighting) (「実戦シャドーファイティング」, Jissen Shadōfaitingu). (volumes 1-2/chapitres 1-14/épisodes 1-2)                                                        |                  |                   |
| 2 | 7 avril 2006     | 978-4-253-20984-7 |
| 3 | 7 juillet 2006   | 978-4-253-20985-4 |
| Liste des chapitres : Début de l'arc « Great prison battle » (Forteresse d'Oliva) (「超絶‼監獄バトル」, Chōzetsu!! Kangoku Batoru). (volumes 3-10/chapitres 15-78/épisodes 3-12)                                                    |                  |                   |
| 4 | 6 octobre 2006   | 978-4-253-20986-1 |
| 5 | 8 décembre 2006  | 978-4-253-20987-8 |
| 6 | 8 février 2007   | 978-4-253-20988-5 |
| 7 | 8 mai 2007       | 978-4-253-20989-2 |
| 8 | 6 juillet 2007   | 978-4-253-20990-8 |
| 9 | 7 septembre 2007 | 978-4-253-20991-5 |
| 10 | 8 novembre 2007  | 978-4-253-20992-2 |
| Liste des chapitres : Début de l'arc « Pickle Wars » (La menace préhistorique) (「野人戦争（ピクル・ウォーズ）」, Yajin Sensō（Pikuru Wōzu)). (volumes 10-23/chapitres 79-185/épisodes 1-13)                                        |                  |                   |
| 11 | 8 janvier 2008   | 978-4-253-20993-9 |
| 12 | 8 avril 2008     | 978-4-253-20994-6 |
| 13 | 6 juin 2008      | 978-4-253-20995-3 |
| 14 | 8 août 2008      | 978-4-253-20996-0 |
| 15 | 8 octobre 2008   | 978-4-253-20997-7 |
| 16 | 8 décembre 2008  | 978-4-253-20998-4 |
| 17 | 6 février 2009   | 978-4-253-20999-1 |
| 18 | 8 mai 2009       | 978-4-253-21000-3 |
| 19 | 8 juillet 2009   | 978-4-253-21007-2 |
| 20 | 8 octobre 2009   | 978-4-253-21008-9 |
| 21 | 8 décembre 2009  | 978-4-253-21009-6 |
| 22 | 8 février 2010   | 978-4-253-21010-2 |
| 23 | 8 avril 2010     | 978-4-253-21017-1 |
| Liste des chapitres : Début de l'arc « A Warrior's struggle » (La boxe de Retsu Kaiou) (「強者達の闘い」, Tsuwamono-tachi no Tatakai). (volumes 23-29/chapitres 186-241/épisodes 14-)                                               |                  |                   |
| 24 | 8 juin 2010      | 978-4-253-21018-8 |
| 25 | 8 septembre 2010 | 978-4-253-21019-5 |
| 26 | 8 novembre 2010  | 978-4-253-21020-1 |
| 27 | 7 janvier 2011   | 978-4-253-21040-9 |
| 28 | 7 avril 2011     | 978-4-253-21103-1 |
| 29 | 8 juin 2011      | 978-4-253-21104-8 |
| Liste des chapitres : Début de l'arc « Strongest father and child quarrel » (Dispute du père et du fils les plus forts du monde) (「地上最強の親子喧嘩」, Chijō Saikyō no Oyako Kenka). (volumes 29-37/chapitres 242-311/épisodes ) |                  |                   |
| 30 | 8 août 2011      | 978-4-253-21105-5 |
| 31 | 7 octobre 2011   | 978-4-253-21106-2 |
| 32 | 8 décembre 2011  | 978-4-253-21107-9 |
| 33 | 8 février 2012   | 978-4-253-21108-6 |
| 34 | 8 mai 2012       | 978-4-253-21109-3 |
| 35 | 6 juillet 2012   | 978-4-253-21110-9 |
| 36 | 7 septembre 2012 | 978-4-253-21116-1 |
| 37 | 5 octobre 2012   | 978-4-253-21117-8 |

### Baki-Dou
| no | Japonais         | Japonais          |
| no | Date de sortie   | ISBN              |
| -- | ---------------- | ----------------- |
| 1  | 8 mai 2014       | 978-4-253-22341-6 |
| 2  | 8 août 2014      | 978-4-253-22342-3 |
| 3  | 7 novembre 2014  | 978-4-253-22343-0 |
| 4  | 8 janvier 2015   | 978-4-253-22344-7 |
| 5  | 6 mars 2015      | 978-4-253-22345-4 |
| 6  | 8 juin 2015      | 978-4-253-22346-1 |
| 7  | 7 août 2015      | 978-4-253-22347-8 |
| 8  | 8 octobre 2015   | 978-4-253-22348-5 |
| 9  | 8 janvier 2016   | 978-4-253-22349-2 |
| 10 | 8 mars 2016      | 978-4-253-22350-8 |
| 11 | 6 mai 2016       | 978-4-253-22351-5 |
| 12 | 8 juillet 2016   | 978-4-253-22352-2 |
| 13 | 8 septembre 2016 | 978-4-253-22353-9 |
| 14 | 6 décembre 2016  | 978-4-253-22354-6 |
| 15 | 6 janvier 2017   | 978-4-253-22355-3 |
| 16 | 7 avril 2017     | 978-4-253-22356-0 |
| 17 | 8 juin 2017      | 978-4-253-22357-7 |
| 18 | 7 septembre 2017 | 978-4-253-22358-4 |
| 19 | 8 novembre 2017  | 978-4-253-22359-1 |
| 20 | 8 février 2018   | 978-4-253-22360-7 |
| 21 | 6 avril 2018     | 978-4-253-22361-4 |
| 22 | 8 juin 2018      | 978-4-253-22362-1 |

### Baki Dou
| no | Japonais         | Japonais          |
| no | Date de sortie   | ISBN              |
| -- | ---------------- | ----------------- |
| 1  | 8 mars 2019      | 978-4-253-22363-8 |
| 2  | 8 mars 2019      | 978-4-253-22364-5 |
| 3  | 8 juillet 2019   | 978-4-253-22365-2 |
| 4  | 8 novembre 2019  | 978-4-253-22366-9 |
| 5  | 6 mars 2020      | 978-4-253-22367-6 |
| 6  | 8 juillet 2020   | 978-4-253-22368-3 |
| 7  | 8 octobre 2020   | 978-4-253-22369-0 |
| 8  | 8 janvier 2021   | 978-4-253-22370-6 |
| 9  | 7 mai 2021       | 978-4-253-22375-1 |
| 10 | 8 juillet 2021   | 978-4-253-22399-7 |
| 11 | 8 octobre 2021   | 978-4-253-22400-0 |
| 12 | 7 janvier 2022   | 978-4-253-28122-5 |
| 13 | 6 mai 2022       | 978-4-253-28123-2 |
| 14 | 8 septembre 2022 | 978-4-253-28124-9 |
| 15 | 8 février 2023   | 978-4-253-28125-6 |
| 16 | 8 juin 2023      | 978-4-253-28126-3 |
| 17 | 7 septembre 2023 | 978-4-253-28127-0 |

### Baki Rahen
| no | Japonais         | Japonais          |
| no | Date de sortie   | ISBN              |
| -- | ---------------- | ----------------- |
| 1  | 8 avril 2024     | 978-4-253-28421-9 |
| 2  | 7 août 2024      | 978-4-253-28422-6 |
| 3  | 6 décembre 2024  | 978-4-253-28423-3 |
| 4  | 8 avril 2025     | 978-4-253-28424-0 |
| 5  | 8 septembre 2025 | 978-4-253-00152-6 |